# Volker Bialas
Volker Bialas (* 18. Oktober 1938 in Berlin)  ist ein deutscher Wissenschaftshistoriker und Philosoph. Er befasst sich besonders mit dem Leben und Werk des Astronomen Johannes Kepler.

## Biografie
Volker Bialas promovierte nach naturwissenschaftlichen, philosophischen und historischen Studien in Berlin, Marburg und München 1968 an der TU München über die Rudolphinischen Tafeln von Johannes Kepler und habilitierte sich drei Jahre später mit einer Arbeit über Genauigkeitsuntersuchungen von Planetenbeobachtungen der frühen Neuzeit. Er war seit 1981 außerplanmäßiger Professor an der TU München und 1985 bis 2003 Wissenschaftlicher Leiter der Herausgabe von Keplers Gesammelten Werken an der 
Bayerischen Akademie der Wissenschaften. Bialas ist Mitglied der Arbeitsgruppe „Johannes Kepler“ der Internationalen Astronomischen Union und war Vorstandsmitglied der Österreichischen Gesellschaft für Wissenschaftsgeschichte bis Jahresende 2012. Bialas war Mitglied des Beirats der Humanistischen Union.
In seinen Forschungsarbeiten zu Johannes Kepler hat Bialas den wissenschaftlichen Nachlass von Kepler neu erschlossen und in wesentlichen Teilen erstmals ediert. Kepler wird von ihm nicht nur als großer Astronom und Mathematiker, sondern auch als Philosoph gewürdigt. Durch die Akzentuierung seines philosophisch-ganzheitlichen Denkens setzt Bialas bewusst einen Kontrapunkt zum herkömmlichen Kepler-Bild. 

Astronomiegeschichte ist für Bialas in die Kulturgeschichte der Menschheit eingebettet. Ihr Teilgebiet Archäoastronomie sollte daher neben astronomischen Deutungen auch den sakralen Bezug steinerner Monumente aus Neolithikum und Bronzezeit bedenken.
Der Asteroid (318723) Bialas ist nach ihm benannt.

## Schriften
Als Autor
- Wissenschaftliche und Technische Revolutionen in Vergangenheit und Gegenwart. Pahl-Rugenstein, Köln 1978
- Erdgestalt, Kosmologie und Weltanschauung. Die Geschichte der Geodäsie als Teil der Kulturgeschichte der Menschheit. Wittwer, Stuttgart 1982.
- Astronomie und Glaubensvorstellungen in der Megalithkultur: Zur Kritik der Archaeoastronomie (= Abhandlungen der Bayerischen Akademie der Wissenschaften. Mathematisch-naturwissenschaftliche Abteilung, Neue Folge, H. 166). Bayerische Akademie der Wissenschaften, München 1988
- Allgemeine Wissenschaftsgeschichte: Philosophische Orientierungen. Böhlau, Wien 1990
- Die zweite Chance für eine friedliche Weltgestaltung – Bedingungen einer globalen Friedensordnung. In: Friedensordnung als Aufgabe der gegenwärtigen Epoche. Beiträge zum Symposium der Internationalen Projektgruppe „Globale Friedensordnung“ vom 15. bis 16. November 1996 in Dresden. (Hrsg.) Dresdener Studiengemeinschaft Sicherheitspolitik (DSS) e. V: DSS-Arbeitspapiere, Dresden 1997, Heft 32, S. 3–14.
- Gesellschaftliche Krise und die Kultur des Friedens. In: Frieden konkret: Dialog der Zivilisationen – Kultur des Friedens. Beiträge zum Symposium der Internationalen Projektgruppe „Globale Friedensordnung“ vom 14. bis 16. November 1997 in Dresden. (Hrsg.) Dresdener Studiengemeinschaft Sicherheitspolitik (DSS) e. V: DSS-Arbeitspapiere, Dresden 1998, Heft 41A, S. 16–27. urn:nbn:de:bsz:14-qucosa2-340413
- Vom Himmelsmythos zum Weltgesetz. Eine Kulturgeschichte der Astronomie. Ibera, Wien 1998
- Frieden (= Bibliothek dialektischer Grundbegriffe. Heft 2). Aisthesis, Bielefeld 1998
- Menschen-Bild, mit H. Holz, D. Losurdo und H. Brenner. Aisthesis-Verlag, ~2000
- Der Gewalt widerstehen – für eine Kultur des Friedens. In: Frieden und Krieg an der Schwelle zu einem neuen Jahrtausend. Beiträge zum 8. Dresdner Friedenssymposium am 12. Februar 2000. Hrsg.: Dresdener Studiengemeinschaft Sicherheitspolitik (DSS) e. V: DSS-Arbeitspapiere, Dresden 2000, Heft 53, S. 38–42.
- Zivilgesellschaftliche Lösungsansätze der globalen Probleme. In: Chancen und Hindernisse auf dem Weg zu einer globalen Friedensordnung. Beiträge zum 5. Dresdner Symposium „Für eine globale Friedensordnung“ am 18. November 2000. (Hrsg.) Dresdener Studiengemeinschaft Sicherheitspolitik (DSS) e. V: DSS-Arbeitspapiere, Dresden 2001, Heft 57, S. 56–66.
- Weltethos versus neue Weltordnung. In: Ideen im Kampf um eine friedliche Welt. Beiträge zum 6. Dresdner Symposium „Für eine globale Friedensordnung“ am 24. November 2001. (Hrsg.) Dresdener Studiengemeinschaft Sicherheitspolitik (DSS) e. V: DSS-Arbeitspapiere, Dresden 2002, Heft 60, S. 8–18.
- Thesen zu Gewalt und Gerechtigkeit. In: Analysieren und Denken für Frieden und Menschenrechte. Ernst Woit zum 70. Geburtstag. (Hrsg.) Dresdener Studiengemeinschaft Sicherheitspolitik (DSS) e. V: DSS-Arbeitspapiere, Dresden 2002, Heft 62, S. 11–16.
- Der Hinterhof als das Modell für das Imperium? Paramater der US-Lateinamerikapolitik. In: „Pax Americana“ oder gerechter Frieden. Beiträge zum 7. Dresdner Symposium „Für eine globale Friedensordnung“ am 23. November 2002. (Hrsg.) Dresdener Studiengemeinschaft Sicherheitspolitik (DSS) e. V: DSS-Arbeitspapiere, Dresden 2003, Heft 64, S. 45–54.
- Johannes Kepler. Beck, München 2004 (= Beck’sche Reihe Denker. Band 566).
- Einführung und Der Popanz des Antiamerikanismus. In: Kriegsrechtfertigung heute. Beiträge zum 8. Dresdner Symposium „Für eine globale Friedensordnung“ am 29. November 2003. (Hrsg.) Dresdener Studiengemeinschaft Sicherheitspolitik (DSS) e. V: DSS-Arbeitspapiere, Dresden 2004, Heft 68, S. 3–5 und 34–42.
- Demokratische Mindeststandards einer europäischen Friedensordnung. In: Die europäische Integration und der Frieden. Ideen, Konzepte, Strategien. Beiträge zum 9. Dresdner Symposium „Für eine globale Friedensordnung“ am 27. November 2004. (Hrsg.) Dresdener Studiengemeinschaft Sicherheitspolitik (DSS) e. V: DSS-Arbeitspapiere, Dresden 2005, Heft 73, S. 29–38.
- Die chronische Atomkriegsgefahr und die Logik der Abrüstung. In: Atomwaffen und Menschheitszukunft. Beiträge zum 13. Dresdner Symposium „Für eine globale Friedensordnung“ am 15. November 2008. (Hrsg.) Dresdener Studiengemeinschaft Sicherheitspolitik (DSS) e. V: DSS-Arbeitspapiere, Dresden 2009, Heft 93, S. 3–13. urn:nbn:de:bsz:14-qucosa2-340349
- Wahrheitssuche und Selbstfindung: Die Erfahrung des Göttlichen. EOS, St. Ottilien 2009.
- Wege und Grenzen: Meditationen über das Leben und die Natur. EOS, St. Ottilien 2009.
- Gerechtigkeit und Frieden als Prinzipien der globalen Ordnung: Plädoyer für ein anderes Weltsystem. Peter Lang, Frankfurt am Main 2011.
- Gemeinschaftsbindung und Weltbewusstsein: Gebrochene Perspektiven im sozialen Lebensbezug. Eos, St. Ottilien 2013.
- Patrick von Irland. Leben und Schriften. EOS Verlag, St. Ottilien 2015, ISBN 978-3-8306-7718-5.
- Die Heiligen von Irland. Zu den Anfängen der irischen Kirche. EOS Verlag. St. Ottilien 2017, ISBN 978-3-8306-7844-1.
- Die Regenbogenfrau. Eine Erzählung von der neuen Klage des Friedens. Verlag Königshausen & Neumann, 2019, ISBN 978-3-8260-6863-8.

Als Herausgeber
- Mitherausgeber der Gesammelten Werke von Johannes Kepler. Beck, München 1983–2009.
- mit Hans-Jürgen Häßler: Zweihundert Jahre Kants Entwurf zum Ewigen Frieden: Idee einer globalen Friedensordnung. Königshausen und Neumann, Würzburg 1996.
- mit Hans-Jürgen Häßler, Ernst Woit: Die Kultur des Friedens. Weltordnungsstrukturen und Friedensgestaltung. Königshausen und Neumann, Würzburg 1999.